# لایوش سوچ (وزنه‌بردار)
لایوش سوچ (مجاری: Lajos Szűcs; ۱۳ فوریهٔ ۱۹۴۶ – ۲ سپتامبر ۱۹۹۹) وزنه‌بردار اهل مجارستان بود.